# Queen of the Oceans
El MV Queen of the Oceans es un crucero de la clase Sun operado por Seajets, una compañía de ferry griego/chipriota. Fue construido por Fincantieri en Monfalcone, Italia y desplaza 77.499 toneladas. Entró en servicio en febrero de 2000 como Ocean Princess para Princess Cruises antes de ser transferida a P&O Cruises en 2002, operando como Oceana hasta 2020.